# Nadir Belhadj
Pour les articles homonymes, voir Belhadj.
Nadir Belhadj, né le 18 juin 1982 à Saint-Claude dans le Jura (France), est un footballeur international algérien qui possède également la nationalité française.
Il compte 55 sélections en équipe nationale entre 2004 et 2011.

## Biographie

### En club
Nadir Belhadj grandit à Saint-Lupicin, ses parents étant originaires de la ville d'Oran (quartier Tirigo) en Algérie. Il débute dans le club de Jura Sud Foot, où il évolue jusqu'en 1997. Étant déjà doté de beaucoup de qualités, il rejoint ensuite le Besançon Racing Club et intègre la sélection de Franche-Comté des moins de 15 ans. Avec cette dernière il est repéré par le RC Lens lors d'un tournoi inter-régional dans l'est de la France et rejoint le centre de formation de ce club à l'été 1998. 
En manque de temps de jeu, il rejoint le club de Gueugnon (Ligue 2) à l'été 2002. Pendant deux saisons, il occupe le côté gauche de la défense, pouvant également jouer milieu gauche.
À l'été 2004, il rejoint le CS Sedan Ardennes, qui vise la montée en Ligue 1. Dans le système en 5-3-2 de Serge Romano, il occupe seul tout le couloir gauche (David Ducourtioux ayant le même privilège à droite, dans un système de jeu proche de celui du Brésil champion du monde 2002). Pour sa première saison avec le club Ardennais, il dispute une finale de coupe de France perdue face à l'AJ Auxerre (2-1) dans les arrêts de jeu. La saison suivante, le club occupe les premières places du classement et accède à l'élite lors du derby face à Reims (2-1) en mai 2006.
Lors de la saison 2006-2007, pour sa première année en Ligue 1, Nadir montre tout son talent malgré la relégation en fin de saison. Dès janvier 2007, il signe un contrat avec l'Olympique lyonnais qui le reprête aussitôt à Sedan jusqu'en fin de saison 2006-2007. 
Pour ses débuts avec l'Olympique lyonnais, il dispute la Peace Cup en étant titulaire. Il remporte aussi quelques jours après le Trophée des champions. Néanmoins, Alain Perrin préfère aligner Fabio Grosso au poste d'arrière gauche et Nadir ne dispute que des bouts de matchs (seulement 12 matchs joués). 
En janvier 2008, il change de nouveau de club et est prêté au RC Lens. De retour dans son club formateur, il s'impose de suite comme le titulaire indiscutable à un poste d'arrière-gauche où aucun joueur ne s'était imposé depuis le départ de Benoit Assou-Ekotto. Malgré ses bonnes prestations, le club est relégué à l'issue de la saison. Il partage ainsi la particularité d'être en même temps Champion de France 2008 et relégué lors de la même saison, avec Loïc Rémy.
Le 1er septembre 2008, il signe au Portsmouth Football Club sous forme de prêt puis y est définitivement transféré quelques mois plus tard.
Le 9 juillet 2010, il signe à Al Sadd Doha dans le championnat du Qatar. Dans une interview pour Le Buteur, il explique qu'il n'avait pas le choix car aucun club n'avait fait d'offre pour lui, mis à part Al Sadd, mais qu'il était heureux d'y avoir signé. Avec les Qatariens, il remporte la Ligue des champions asiatique 2011 aux côtés de Mamadou Niang et Kader Keita en battant les Coréens du Chonbuk Hyundai Motors aux tirs au but (2-2ap; 4-2tab) en inscrivant le dernier tir vainqueur le 5 novembre 2011.
Le 27 juin 2016, il quitte Al-Sadd SC après six ans de contrat.
Le 28 novembre 2016, il retourne au CS Sedan, qui évolue en National.
Le 13 mai 2017, il retourne au Qatar et signe initialement au club d'Al Markhiya puis, le 5 juin, au Al-Siliya SC.
en juillet 2021, il retourne au CS Sedan durant les entraînements pour les matchs amicaux et fait son retour sous les couleurs sedanaise lors du match amical face au Fc Swift Hesper, son retour devient officiel le 24 juillet 2021. Le 24 novembre 2021, il quitte officiellement le CS Sedan Ardennes.

### En sélection
Il honore sa première sélection le 28 avril 2004 lors d'un match Algérie - Chine (0-1). Il marque son premier but face à l'Argentine (3-4) le 5 juin 2007 (il réalise un doublé ce jour-là). Le 20 novembre 2007, il marque un nouveau but, contre le Mali. Le 11 octobre 2009, il marque un but important qui permet à l'Algérie de prendre l'avantage contre le Rwanda en qualifications de la CAN/CDM.
Lors de la CAN 2010, il délivre un centre millimétré à Madjid Bougherra en quart de finale dans les ultimes instants du match, ce qui permet à l'Algérie d'égaliser face à la Côte d'Ivoire et d'offrir les prolongations. Alors que l'Algérie dispute la demi-finale face à l'Égypte, menés au score et à dix après l’expulsion de Rafik Halliche, il perd son sang froid et commet un tacle meurtrier, ce qui oblige l'arbitre à l'expulser.
Nadir Belhadj participe ensuite à la Coupe du monde 2010 et réalise un bon match contre l’Angleterre.
Lors de la CAN 2012, il perd son poste d'arrière gauche à la suite de l'arrivée du nouvel entraîneur Abdelhak Benchikha, qui lui préfère Djamel Mesbah. Malgré cette concurrence accrue, il reste compétent, apportant toujours un plus à l'équipe nationale. Face au Maroc, le 27 mars, il remplace Ryad Boudebouz au poste de milieu gauche. Il réalise quelques bons tacles.
En mai 2012, il met un terme à sa carrière internationale après huit ans en équipe nationale et 54 sélections,.

### Affaire judiciaire
En décembre 2011 à la gendarmerie de Saint-Claude dans le Jura, son épouse porte plainte contre lui pour bigamie. Elle accuse Nadir Belhadj — avec qui elle s'est mariée à Oran en 2009 — de s'être marié avec une nouvelle femme à l'ambassade de France au Qatar en juin 2011.

## Statistiques
| Saison                | Club                  | Championnat           | Championnat | Championnat | Coupe(s) nationale(s) | Coupe(s) nationale(s) | Compétition(s) continentale(s) | Compétition(s) continentale(s) | Compétition(s) continentale(s) | Autres compétitions | Autres compétitions | Autres compétitions | Total | Total |
| Saison                | Club                  | Division              | M.          | B.          | M.                    | B.                    | Comp.                          | M.                             | B.                             | Comp.               | M.                  | B.                  | M.    | B.    |
| 1999-2000             | RC Lens B             | 4                     | 1           | 0           | -                     | -                     | -                              | -                              | -                              | -                   | -                   | -                   | 1     | 0     |
| 2000-2001             | RC Lens B             | 4                     | 20          | 1           | -                     | -                     | -                              | -                              | -                              | -                   | -                   | -                   | 20    | 1     |
| 2001-2002             | RC Lens B             | 4                     | 28          | 1           | -                     | -                     | -                              | -                              | -                              | -                   | -                   | -                   | 28    | 1     |
| 2002-2003             | FC Gueugnon (prêt)    | 2                     | 28          | 0           | 1                     | 0                     | -                              | -                              | -                              | -                   | -                   | -                   | 29    | 0     |
| 2003-2004             | FC Gueugnon           | 2                     | 36          | 1           | 7                     | 0                     | -                              | -                              | -                              | -                   | -                   | -                   | 43    | 1     |
| 2004-2005             | CS Sedan Ardennes     | 2                     | 31          | 1           | 6                     | 1                     | -                              | -                              | -                              | -                   | -                   | -                   | 37    | 2     |
| 2005-2006             | CS Sedan Ardennes     | 2                     | 34          | 2           | 5                     | 2                     | -                              | -                              | -                              | -                   | -                   | -                   | 39    | 4     |
| 2006-2007             | CS Sedan Ardennes     | 1                     | 37          | 2           | 5                     | 0                     | -                              | -                              | -                              | -                   | -                   | -                   | 42    | 2     |
| 2007-2008             | Olympique lyonnais    | 1                     | 9           | 0           | 1                     | 0                     | C1                             | 2                              | 0                              | -                   | -                   | -                   | 12    | 0     |
| 2007-2008             | RC Lens               | 1                     | 19          | 0           | 3                     | 0                     | -                              | -                              | -                              | -                   | -                   | -                   | 22    | 0     |
| 2008-2009             | Portsmouth FC         | 1                     | 29          | 2           | 4                     | 0                     | C3                             | 6                              | 0                              | -                   | -                   | -                   | 39    | 2     |
| 2009-2010             | Portsmouth FC         | 1                     | 19          | 3           | 7                     | 1                     | -                              | -                              | -                              | -                   | -                   | -                   | 26    | 4     |
| 2010-2011             | Al Sadd SC            | 1                     | 21          | 0           | 11                    | 0                     | C1                             | 13                             | 0                              | -                   | -                   | -                   | 45    | 0     |
| 2011-2012             | Al Sadd SC            | 1                     | 21          | 2           | 7                     | 0                     | -                              | -                              | -                              | CMC                 | 3                   | 0                   | 31    | 2     |
| 2012-2013             | Al Sadd SC            | 1                     | 20          | 3           | 13                    | 1                     | -                              | -                              | -                              | -                   | -                   | -                   | 33    | 4     |
| 2013-2014             | Al Sadd SC            | 1                     | 26          | 6           | 12                    | 1                     | C1                             | 10                             | 4                              | -                   | -                   | -                   | 48    | 11    |
| 2014-2015             | Al Sadd SC            | 1                     | 23          | 5           | 0                     | 0                     | C1                             | 9                              | 1                              | -                   | -                   | -                   | 32    | 6     |
| 2015-2016             | Al Sadd SC            | 1                     | 26          | 3           | 0                     | 0                     | C1                             | 1                              | 0                              | -                   | -                   | -                   | 27    | 3     |
| 2016-2017             | CS Sedan Ardennes     | 3                     | 19          | 2           | 0                     | 0                     | -                              | -                              | -                              | -                   | -                   | -                   | 19    | 2     |
| 2017-2018             | Al Sailiya SC         | 1                     | 21          | 1           | 2                     | 0                     | -                              | -                              | -                              | -                   | -                   | -                   | 23    | 1     |
| Total sur la carrière | Total sur la carrière | Total sur la carrière | 468         | 35          | 84                    | 6                     | -                              | 41                             | 5                              | -                   | 3                   | 0                   | 596   | 46    |

## En sélection nationale
| Saison                | Sélection             | Phases finales                   | Phases finales | Phases finales | Phases finales | Éliminatoires CDM | Éliminatoires CDM | Éliminatoires CDM | Éliminatoires CAN | Éliminatoires CAN | Éliminatoires CAN | Matchs amicaux | Matchs amicaux | Matchs amicaux | Total | Total | Total |
| Saison                | Sélection             | Compétition                      | M              | B              | Pd             | M                 | B                 | Pd                | M                 | B                 | Pd                | M              | B              | Pd             | M     | B     | Pd    |
| --------------------- | --------------------- | -------------------------------- | -------------- | -------------- | -------------- | ----------------- | ----------------- | ----------------- | ----------------- | ----------------- | ----------------- | -------------- | -------------- | -------------- | ----- | ----- | ----- |
| 2003-2004             | Algérie               | CAN 2004                         | -              | -              | -              | 3                 | 0                 | 0                 | -                 | -                 | -                 | 2              | 0              | 0              | 5     | 0     | 0     |
| 2004-2005             | Algérie               | -                                | -              | -              | -              | 4                 | 0                 | 0                 | -                 | -                 | -                 | 3              | 0              | 0              | 7     | 0     | 0     |
| 2005-2006             | Algérie               | -                                | -              | -              | -              | 1                 | 0                 | 0                 | -                 | -                 | -                 | -              | -              | -              | 1     | 0     | 0     |
| 2006-2007             | Algérie               | -                                | -              | -              | -              | -                 | -                 | -                 | 4                 | 0                 | 0                 | 3              | 2              | 1              | 7     | 2     | 1     |
| 2007-2008             | Algérie               | -                                | -              | -              | -              | 2                 | 0                 | 0                 | 1                 | 0                 | 1                 | 2              | 1              | 0              | 5     | 1     | 1     |
| 2008-2009             | Algérie               | -                                | -              | -              | -              | 5                 | 0                 | 1                 | -                 | -                 | -                 | 2              | 0              | 0              | 7     | 0     | 1     |
| 2009-2010             | Algérie               | CAN 2010 4e+ Coupe du monde 2010 | 5+3            | 0              | 1+0            | 4                 | 1                 | 0                 | -                 | -                 | -                 | 4              | 0              | 0              | 16    | 1     | 1     |
| 2010-2011             | Algérie               | -                                | -              | -              | -              | -                 | -                 | -                 | 3                 | 0                 | 0                 | 1              | 0              | 0              | 4     | 0     | 0     |
| 2011-2012             | Algérie               | -                                | -              | -              | -              | -                 | -                 | -                 | 1                 | 0                 | 0                 | 1              | 0              | 0              | 2     | 0     | 0     |
| Total sur la carrière | Total sur la carrière | Total sur la carrière            | 8              | 0              | 1              | 19                | 1                 | 1                 | 9                 | 0                 | 1                 | 18             | 3              | 1              | 54    | 4     | 4     |

### Matchs internationaux
La liste ci-dessous dénombre toutes les rencontres de l'Équipe d'Algérie de football auxquelles Nadir Belhadj prend part, du 28 avril 2004 au 12 novembre 2011.

## Palmarès

### En club
CS Sedan
- Finaliste de la Coupe de France en 2005

RC Lens
- Finaliste de la Coupe de la Ligue en 2008

Olympique lyonnais
- Vainqueur de la Coupe de la paix en 2007
- Vainqueur du Trophée des champions en  2007
- Champion de France 2008 avec Lyon

Portsmouth
- Finaliste de la Coupe d’Angleterre en 2010

Al-Sadd SC
- Vainqueur du Championnat du Qatar en 2013
- Vainqueur de la Coupe des Étoiles du Qatar en 2010
- Vainqueur de la Coupe du Qatar (2) en 2014 et 2015
- Vainqueur de la Coupe Sheikh Jassem en 2014
- Vainqueur de la Ligue des champions de l'AFC en 2011
- Troisième de la Coupe du monde des clubs en 2011
- Finaliste  de la Coupe du Qatar en 2012 et 2013
- Finaliste  de la Coupe du Prince Héritier du Qatar en 2012 et 2013
- Finaliste  de la Coupe Sheikh Jassem en 2012 et 2015
- Finaliste de la Coupe des Étoiles du Qatar en 2014

Al Sailiya SC
- Vainqueur de la Coupe des Étoiles du Qatar en 2021
- Vainqueur de la QFA Cup en 2021

## En tant qu'entraîneur
Al-Sadd SC
- Vainqueur de la Coupe du Qatar des moins de 17 ans en 2024[8],[9]
- Vainqueur du Championnat du Qatar des moins de 19 ans en 2025[10]

### Distinctions personnelles
- Trophées UNFP : Membre de l'équipe-type de Ligue 2 : 2005, 2006
- Trophée du Msiladz d'or 2008 d'Algérie[11]
- Membre de l'équipe-type africain de l'année 2009
- Participation à la Coupe du Monde FIFA 2010.
- Meilleur passeur de la Ligue Europa en 2008-2009 au Portsmouth FC.
- élu meilleur joueur de Championnat du Qatar en 2014